# Orthorhynchus angustulus
Orthorhynchus angustulus is een keversoort uit de familie Belidae. De wetenschappelijke naam van de soort is voor het eerst geldig gepubliceerd in 1848 door Germar.